# Li Yajun
Li Yajun (en chino: 黎雅君; Huizhou, 27 de abril de 1993) es una deportista china que compite en halterofilia. Ganó tres medallas en el Campeonato Mundial de Halterofilia entre los años 2013 y 2018.

## Palmarés internacional
| Campeonato Mundial | Campeonato Mundial     | Campeonato Mundial | Campeonato Mundial |
| Año                | Lugar                  | Medalla            | Categoría          |
| ------------------ | ---------------------- | ------------------ | ------------------ |
| 2013               | Breslavia (Polonia)    | Medalla de oro     | 53 kg              |
| 2014               | Almaty (Kazajistán)    | Medalla de bronce  | 53 kg              |
| 2018               | Asjabad (Turkmenistán) | Medalla de plata   | 55 kg              |